# Dorema aitchisonii
Dorema aitchisonii là một loài thực vật có hoa trong họ Hoa tán. Loài này được Korovin ex Pimenov mô tả khoa học đầu tiên năm 1983.